# 宫明杰
宫明杰（1962年—），山东莱阳人，汉族，中华人民共和国政治人物。

## 生平
毕业于山东建工学院。加入中国共产党。2013年，担任全国人大代表。2018年2月24日，当选为第十三届全国人大代表。